# Шарай Владислав Геннадійович
Владисла́в Генна́дійович Шара́й (нар. 25 травня 1997, Ромни, Сумська область, Україна) — український футболіст, нападник  рівненського «Вереса».

## Ігрова кар'єра
Вихованець молодіжної академії клубу «Княжа» (Щасливе).
Дорослу футбольну кар'єру озпочав у 2015 році, виступаючи на аматорському рівні в складі збірної Київської області. Влітку 2015 року підписав контракт з донецьким «Олімпіком», але в складі донецької команди виступав лише в молодіжній Прем'єр-лізі (U-19). За юнацькі та молодіжні команди «Олімпіка» в чемпіонатах України зіграв 62 матчі та відзначився 10-ма голами. У липні 2017 року на правах оренди перейшов до краматорського «Авангарду». У складі краматорчан дебютував 15 липня 2017 року в програному поєдинку Першої ліги проти петрівського «Інгульця». 
Влітку 2018 року перейшов до ПФК «Суми», за який провів 10 матчів у Першій лізі, але голами не відзначився.
Влітку 2019 року приєднався до клубу  «Альянс», із смт. Липова Долина Сумської області. В перший же сезон став найкращим бомбардиром команди, забивши за сезон 15 м'ячів, а також став найкращим бомбардиром Кубку України, відзначившися чотирма голами.  
Після двох років в «Альянсі» перейшов до клубу УПЛ - «Інгулець». За команду провів 10 матчів, але відзначитися зміг лише в одному - 28 серпня 2021 року в грі проти ФК «Маріуполь»,  оформивши дубль. 
Залишив «Інгулець» взимку 2021 року. В січні 2022 року повернувся до команди , але через дострокове завершення сезону 2021/22 у Першій лізі не зумів провести офіційний матч після повернення.  
У липні 2022 року приєднався до іншого клубу УПЛ — рівненського «Вереса». Дебютував за рівненський клуб в УПЛ 23 серпня цього ж року у виїзній грі проти одеського «Чорноморця» (1:0), вийшовши на заміну замість Геннадія Пасіча, а перший гол за «Верес» провів 15 квітня 2023 року у ворота харківського «Металіста» (5:5), записавши у цій грі до свого активу дубль. 
| Сезон               | Команда             | Турнір              | М  | Г  |
| ------------------- | ------------------- | ------------------- | -- | -- |
| 2017-18             | «Авангард»          | Перша ліга          | 30 | 3  |
| 2018-19             | ПФК «Суми»          | Перша ліга          | 10 | 0  |
| 2019-20             | «Альянс»            | Друга ліга          | 18 | 10 |
| 2020-21             | «Альянс»            | Перша ліга          | 27 | 6  |
| Загалом за «Альянс» | Загалом за «Альянс» | Загалом за «Альянс» | 45 | 15 |
| 2021-22             | «Інгулець»          | Прем'єр-ліга        | 15 | 2  |
| 2022-23             | «Верес»             | Прем'єр-ліга        | 28 | 3  |
| 2023-24             | «Верес»             | Прем'єр-ліга        | 28 | 2  |
| Загалом за «Верес»  | Загалом за «Верес»  | Загалом за «Верес»  | 56 | 5  |

## Досягнення
Кращий бомбардир Кубка України 2019/20 (4 м'ячі).